# Krasznokvajda
Krasznokvajda é um município da Hungria, situado no condado de Borsod-Abaúj-Zemplén. Tem 11,44 km² de área e sua população em 2015 foi estimada em 459 habitantes.